# Margerides
Margerides – miejscowość i gmina we Francji, w regionie Nowa Akwitania, w departamencie Corrèze.
Według danych na rok 1990 gminę zamieszkiwały 233 osoby, a gęstość zaludnienia wynosiła 20 osób/km² (wśród 747 gmin Limousin Margerides plasuje się na 405. miejscu pod względem liczby ludności, natomiast pod względem powierzchni na miejscu 522.).